# Nikołaj Bordylonok
Nikołaj Andriejewicz Bordylonok (ros. Николай Андреевич Бордылёнок, ur. 3 stycznia 1918 we wsi Żełowo w guberni kałuskiej, zm. 14 października 1975 w Riazaniu) – radziecki działacz partyjny.

## Życiorys
W 1940 ukończył Tulski Instytut Mechaniczny, 1940-1944 pracował w fabryce nr 172 w Permie, od 1944 do października 1952 był kolejno starszym majstrem, szefem wydziału i szefem warsztatu fabryki ciężkich obrabiarek w Kołomienskoje w obwodzie moskiewskim. Od 1945 należał do WKP(b), od października 1952 do maja 1954 był partyjnym organizatorem KC KPZR kołomienskiej fabryki ciężkich obrabiarek, od maja 1954 do maja 1954 przewodniczącym Komitetu Wykonawczego Rady Miejskiej w Kołomienskoje, a od maja 1956 do października 1961 dyrektorem fabryki obrabiarek w Riazaniu. Od października 1961 do 18 stycznia 1963 był sekretarzem Komitetu Obwodowego KPZR w Riazaniu, od 18 stycznia 1963 do 15 grudnia 1964 I sekretarzem Riazańskiego Przemysłowego Komitetu Obwodowego KPZR, a od 15 grudnia 1964 do końca życia II sekretarzem Riazańskiego Komitetu Obwodowego KPZR. Był odznaczony Orderem Rewolucji Październikowej i dwoma Orderami Czerwonego Sztandaru Pracy.